# Mensa Sant'Agostino
La mensa Sant'Agostino è un edificio situato in via Dino Buzzati a Pistoia.

## Storia
Due momenti segnano le vicende costruttive della mensa Sant'Agostino, da un lato l'elaborazione di un articolato progetto iniziale, risalente al 1980, ad opera dell'architetto Leonardo Ricci e, dall'altro, la realizzazione parziale dell'idea originaria, per altro profondamente modificata.
L'incarico affidato a Ricci dall'amministrazione comunale prevede inizialmente la costruzione di una mensa, una sala plurifunzionale per riunioni e spettacoli e un piccolo ambulatorio, a cui l'architetto aggiunge uno spazio per giornali e tabacchi, gli uffici per i sindacati e un bar. Un edificio circolare, gradonato, è destinato a ospitare la sala per spettacoli e conferenze, mentre lo spazio per uffici e servizi di comunità, strettamente connesso con la mensa, è ubicato sul fronte opposto, in una costruzione a ponte con loggiato al piano terra e uffici al livello superiore. Al centro è posto il quadrato della mensa con copertura metallica sorretta da quattro piloni in cemento armato e pareti in parte rivestite in marmo e laterizio.
I lavori, iniziati nel 1982, sono diretti inizialmente dall'ingegner Trapani, ma proseguono lentamente, rallentati da varie difficoltà quali il fallimento dell'impresa costruttrice e le complesse pratiche per la fornitura dell'attrezzatura delle cucine e per la loro gestione. La mancanza dei fondi necessari alla realizzazione dell'intero progetto impone all'amministrazione comunale la realizzazione del solo blocco della mensa, con profonde modifiche della costruzione avvenute in corso d'opera, come la sistemazione degli arredi interni e delle attrezzature degli spazi di servizio previsti da Ricci, sostituiti da soluzioni più semplici, tuttora allo studio dell'amministrazione comunale. I lavori vengono terminati nel 1993 e la mensa inaugurata l'anno successivo.

## La critica
L'edificio, confinato nella zona industriale ai margini della città, non sembra suscitare un vasto interesse da parte della critica. Marco Dezzi Bardeschi  ne analizza leggi compositive e modelli archetipici nel catalogo curato da Bassi sul "cantiere" pistoiese. Solo nella monografia sulle opere più recenti di Leonardo Ricci, promossa dall'amministrazione comunale di Pistoia nel 1984, il progetto è illustrato in modo più completo.

## Architettura
Il complesso sorge nella zona industriale sviluppatasi a est del centro storico di Pistoia, lungo viale Fermi. La recente urbanizzazione di quest'area ha portato alla concentrazione in questa zona di stabilimenti industriali di medie dimensioni e grandi magazzini oltre ad alcune strutture comunali come il palazzetto dello sport e appunto la mensa Sant'Agostino.
L'edificio, inizialmente concepito come parte di un centro polifunzionale di servizi, costituisce oggi l'unica costruzione effettivamente realizzata dell'intero complesso. La decisione di modificare il progetto iniziale ha influito anche sulla sistemazione dell'area circostante, in stato di abbandono - un campo nomadi è allestito nelle vicinanze - , segnata dalla presenza di una sequenza di setti murari che delimitano la zona pavimentata a est.
Il progetto del Centro di servizi Sant'Agostino risponde al desiderio di Ricci di realizzare un "unico spazio sociale [...] uno spazio di interscambio fra centro storico, zona periferica e campagna". Le "gioiose" premesse iniziali dell'autore non trovano conferma nell'assetto attuale del complesso edilizio, isolato dal centro cittadino, in un'area cresciuta disordinatamente in pochi anni. La pianta è articolata in due corpi principali, quello della sala della mensa di forma quadrata e quello dei servizi, che comprende la cucina e il magazzino con cella frigorifera, di forma irregolare, pressoché triangolare. Lo spazio centrale, organizzato su due livelli, uno dei quali gradonato, è caratterizzato da una copertura metallica, sorretta da quattro piloni in cemento armato e sollevata sopra una finestratura continua, come un "aquilone librato" . La muratura in cemento armato è rivestita in materiali diversi, laterizio e pietra a ricorsi bianchi e neri, riproposti anche all'interno. 
Particolare evidenza assume la gabbia metallica dell'ascensore, dipinta di rosso e sovradimensionata rispetto al volume del locale di utilizzo. Alcuni particolari costruttivi come la scala con struttura in cemento armato abbinata a parti metalliche e a gradini in marmo evidenziano un raffinato gusto per la combinazione di differenti materiali costruttivi.